# Kasia Cerekwicka

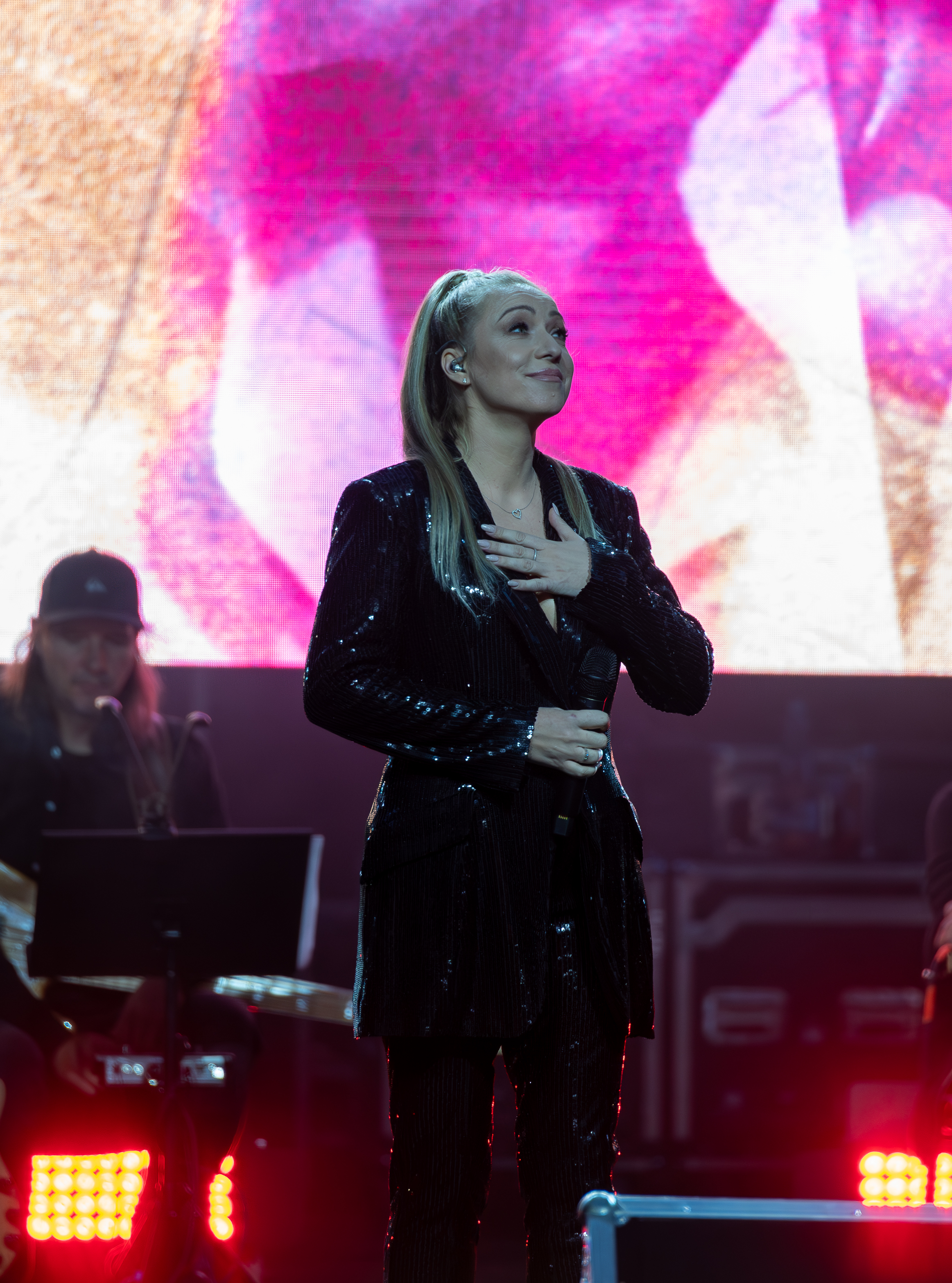
Kasia Cerekwicka (2023)

Katarzyna Cerekwicka (* 17. März 1980 in Koszalin) ist eine polnische Sängerin.

## Leben und Wirken
Sie gewann in der polnischen TV-Sendung Szansa na sukces (die Chance auf Erfolg). Darauf folgte 2000 ihr erstes Album Mozaika. 2006 machte sie beim polnischen Vorentscheid zum Eurovision Song Contest mit und verpasste mit dem Lied Na kolana (auf die Knie) mit dem 2. Platz knapp den Sieg. Aus dem Lied wurde ein Hit in Polen. 2006 kam dann ihr zweites Album Feniks auf dem Markt.

## Diskografie

### Alben
| Jahr | Titel          | Höchstplatzierung, Gesamtwochen, AuszeichnungChartsChartplatzierungen (Jahr, Titel, Platzierungen, Wochen, Auszeichnungen, Anmerkungen) | Anmerkungen                              |
| Jahr | Titel          | PL | Anmerkungen                              |
| ---- | -------------- | --- | ---------------------------------------- |
| 2006 | Feniks         | PL7 Gold · (26 Wo.)PL | Erstveröffentlichung: 4. August 2006     |
| 2007 | Pokój 203      | PL6 Gold · (14 Wo.)PL | Erstveröffentlichung: 4. Oktober 2007    |
| 2010 | Fe-Male        | PL11 (6 Wo.)PL | Erstveröffentlichung: 11. Juni 2010      |
| 2015 | Między słowami | PL21 (2 Wo.)PL | Erstveröffentlichung: 26. Mai 2015       |
| 2020 | Pod skórą      | PL50 (1 Wo.)PL | Erstveröffentlichung: 18. September 2015 |

Weitere Alben
- 2000: Mozaika
- 2016: Kolędy

### Singles
| Jahr | Titel Album              | Höchstplatzierung, Gesamtwochen, AuszeichnungChartsChartplatzierungen (Jahr, Titel, Album, Platzierungen, Wochen, Auszeichnungen, Anmerkungen) | Anmerkungen                            |
| Jahr | Titel Album              | PL | Anmerkungen                            |
| --- | ------------------------ | --- | -------------------------------------- |
| 2015 | Między słowami           | PL17 (2 Wo.)PL | Erstveröffentlichung: 17. April 2015   |
| 2016 | Szczęście Między słowami | PL16 (9 Wo.)PL | Erstveröffentlichung: 9. Januar 2016   |
| 2017 | Bez Ciebie –             | PL6 Gold · (9 Wo.)PL | Erstveröffentlichung: 13. Februar 2017 |
| Folgende Lieder erschienen nicht als Single, wurden aber durch das Album zum Download und Streaming bereitgestellt und konnten somit eine Platzierung erlangen: |                          | |                                        |
| |                          | |                                        |
| 2016 | Lulajże Jezuniu Kolędy   | PL94 (1 Wo.)PL | Charteinstieg erst 2019                |